# ماهی مسافر
ماهیِ مسافر یا ماهی مسافرتی (انگلیسی: Traveling Fish) اولین آلبوم تک‌آهنگ از خوانندهٔ اهل کره جنوبی هی‌یونگ است که در ۲۰ ژوئن ۲۰۲۴ توسط اف‌ان‌سی منتشر شد.